# Зеленика (биљка)
Зеленика или божиковина (лат. Ilex aquifolium) је вишегодишња биљка, из фамилије Aquifoliaceae. Род Ilex је једини тренутно живећи род фамилије. Род настањује умерене и суптропске крајеве, а у флори Србије заступљена је само врста Ilex aquifolium.

## Опис врсте
Зеленика је зимзелен жбун или ниско дрво, до 10 m високо. Спорог је раста и може доживети и неколико стотина година. На кратким дршкама су прости листови, јајолики, кожасти, трновито назубљеног обода. Са сваке стране листа је обично 5-9 трнова, 2-3 mm дужине. Лице листа је сјајно 
и тамнозелене боје, док је наличје загаситије и мање-више мат изгледа. Листови горњих грана су чешће целог обода или са ретким трновима. Цветови су актиноморфни, двополни или једнополни. Цвета од маја до јуна. Чашица цвета је длакава, а круница бела или благо црвенкаста. Плод је округласта, црвена и сјајна коштуница, која се појављује у новембру и децембру, а остаје на дрвету до краја зиме. Семе често прележи и годину дана док не проклија.

## Распрострањење у Републици Србији
Зеленика је присутна у стаништима са утицајем атлантске климе у Србији, углавном у западном делу земље. Углавном се ради о планинским шумама. Осетљива је на сушу и ниске температуре.

## Значај
Дрво зеленике се користи у столарији, а има и велики значај у хортикултури. Од давнина се користи као украсна врста. Плодови су отровни за људе и могу да изазову повраћање и дијареју.

## Угроженост и заштита врсте
Зеленика у Србији има статус строго заштићене биљне врсте.

## Галерија
- Листови и плодови зеленике
- Листови и цвасти зеленике